# Migmatite
La migmatite è una roccia ibrida, in parte ignea e in parte metamorfica. Si forma a grande profondità nella crosta terrestre, quando la temperatura delle rocce metamorfiche qui esistenti è così alta da innescare il processo di fusione parziale, detto anatessi. 

## Etimologia
Il termine è stato introdotto dal petrologo finlandese Sederholm nel 1907, per descrivere rocce del cratone scandinavo nella Finlandia meridionale. Deriva dal greco μιγμα (migma), che significa mescolamento, per l'intima mescolanza di due litotipi di origine differente.

## Composizione e origine
Le migmatiti sono formate da aree di colore chiaro e composizione leucogranitica, dette neosoma o leucosoma, mescolate in modo eterogeneo ad aree di roccia metamorfica scura, di chimismo intermedio o leggermente basico, solitamente di facies anfibolitica o granulitica, dette paleosoma o melanosoma. Il neosoma non è altro che il materiale fuso che si è consolidato e cristallizzato nel posto stesso in cui si è formato (migmatiti anatettiche o in situ) o si è iniettato nelle fratture delle rocce metamorfiche provenendo da aree circostanti (migmatiti iniettate), in quest'ultimo caso solitamente da un plutone profondo con cui le rocce metamorfiche vengono a contatto. Nelle migmatiti anatettiche il paleosoma è interpretato come prodotto “restitico”, ovvero il residuo solido della fusione parziale che è stato impoverito dei minerali sialici a più bassa temperatura di fusione, arricchendosi così di quelli femici, più altofondenti.
Non tutti i petrologi concordano però su questa interpretazione: per alcuni le due differenti parti delle migmatiti, una acida e una basica, sono il prodotto della differenziazione per metasomatismo, senza fusione, di un'originaria roccia di composizione intermedia tra le due. Le due interpretazioni non sono incompatibili: è possibile che in situazioni diverse possano agire l'uno o l'altro dei due processi. Bisogna però osservare che allo stato solido le migrazioni di ioni all'interno dei reticoli cristallini o nei fluidi circolanti lungo le interfacce dei cristalli, richieste dalla metasomatosi, avvengono con una velocità di diffusione lentissima e in ambiti spaziali molto ristretti, per cui si possono ipotizzare solo negli immediati dintorni di un magma molto ricco di elementi volatili a contatto con rocce permeabili ai fluidi magmatici. Appare inverosimile che questo fenomeno possa applicarsi alle migmatiti anatettiche, che spesso si estendono su aree vastissime.

## Tessiture delle migmatiti

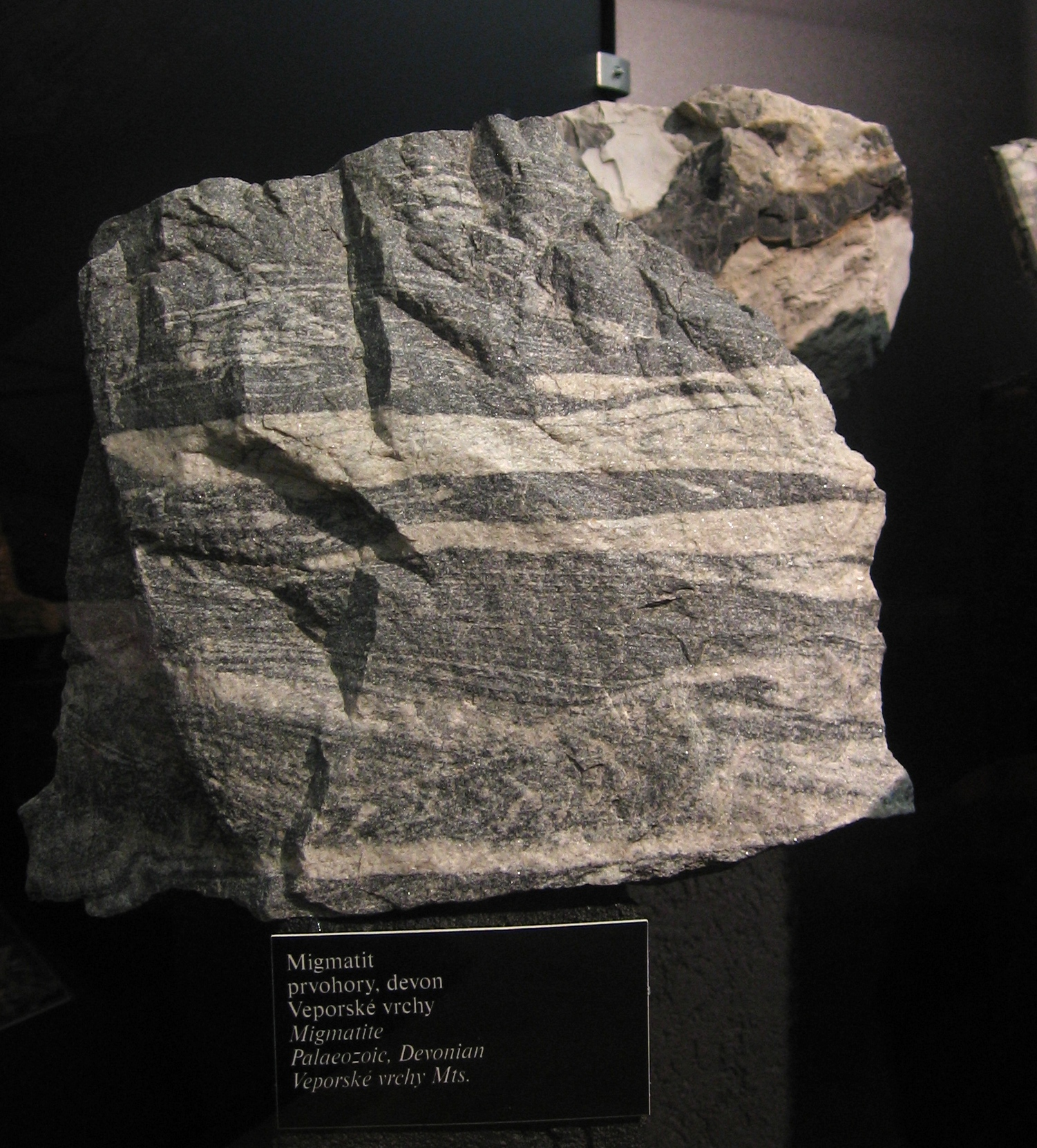
Migmatite devoniana dei Carpazi che evidenzia bene la tipica tessitura.

Le migmatiti presentano una grande varietà di tessiture con le due parti, neosoma e paleosoma, che possono formare strati regolari piani o piegati o variamente contorti, vene che s'intersecano a vario angolo o masse di varia forma. I contatti tra le due parti possono essere netti o più o meno sfumati, fino a rendere quasi irriconoscibile il confine tra esse.
 Alcune di queste tessiture danno un nome particolare alle migmatiti:
- Agmatite: è una migmatite iniettata con vene granitiche che circondano masse spigolose di paleosoma, conferendo alla roccia l'aspetto di una breccia; queste rocce vengono anche chiamate "brecce magmatiche" per la loro origine al margine di un plutone, dovuta alla pressione del magma in risalita sulle rocce incassanti, che genera fratture che poi vengono riempite dal fuso. Il colore è solitamente scuro con vene molto chiare e la struttura è massiccia. È utilizzata come pietra da costruzione;
- Stromatite: è una migmatite che ha paleosoma e neosoma distribuiti in fasce alternate;
- Arterite: è una migmatite in cui il paleosoma, preponderante, è intersecato da sottili vene chiare variamente orientate e ripiegate;
- Nebulite: è una migmatite anatettica di aspetto nebuloso per la quasi totale granitizzazione della roccia metamorfica, che sembra dissolversi nel neosoma.

Poiché le parti chiare e scure delle migmatiti hanno dimensioni da centimetriche a multimetriche, queste rocce si riconoscono più facilmente su un affioramento roccioso che su un campione a mano.

## Ambiente di formazione delle migmatiti anatettiche
La temperatura di inizio fusione di una roccia, detta solidus,  è influenzata dalla pressione (e quindi dalla profondità) e dalla composizione chimica della stessa. Essa va da un minimo di 650 °C per una roccia acida, cioè ricca di silice (SiO2) e allumina (Al2O3), e satura d'acqua gassosa (che abbassa la temperatura di fusione) a un massimo di circa 1100 °C per una roccia anidra ultrabasica, ossia povera di silice e allumina e ricca di ferro e magnesio.
 
Temperature così alte non sono fisicamente possibili nella crosta, a meno che vi sia un consistente apporto di calore ad opera di masse magmatiche, per cui le migmatiti anatettiche normalmente si formano per fusione parziale di rocce da acide a intermedie in un ambiente fisico compreso tra la base della crosta e i circa 15 km di profondità, con temperature variabili tra i 700 °C e i 950 °C circa.

La formazione di migmatiti anatettiche a profondità minori è possibile, benché piuttosto rara: infatti la temperatura del solidus delle metamorfiti acide aumenta velocemente al diminuire della pressione, rendendo impossibile la fusione parziale delle stesse nei primi chilometri della crosta. Le migmatiti pertanto si possono formare solamente al contatto con plutoni basici ad alta temperatura e di grosse dimensioni, in grado di liberare la quantità di calore necessaria ad innalzare considerevolmente la temperatura delle rocce circostanti.